# Kamionka (przystanek kolejowy)
Kamionka (biał. Каменка, ros. Каменка) – przystanek kolejowy w miejscowości Słobódka, w rejonie ostrowieckim, w obwodzie grodzieńskim, na Białorusi. Leży na linii Mińsk - Wilno.
Przystanek bierze swą nazwę od pobliskiego majątku (obecnie chutoru) Kamionka. Istniał przed II wojną światową.